# Приключение
Приключение означава неочаквана или странна случка, която е свързана с риск, с преодоляване на препятствия и трудности и премеждия. В някои случаи е синоним на авантюра. Приключението е свързано с пътуване, изследване, скачане с парашут, планинско катерене, гмуркане, рафтинг по река, както и с други екстремни спортове, които се изпълняват от много добре подготвени хора. Приключенията често се предприемат, за да се създаде психологическа възбуда или за постигане на по-голяма цел като преследване на знания, които могат да бъдат получени само чрез такива дейности.

## Цел и мотивация
Приключенските преживявания създават психологическа възбуда, която може да се тълкува или като отрицателна (напр. страх), или като положителна (напр. поток (психология)). За някои хора приключението се превръща в основно занимание само по себе си. Според авантюриста Андре Малро в „Човешко състояние“ ( La Condition Humaine, 1933): „Ако човек не е готов да рискува живота си, къде е неговото достойнство?“. По подобен начин Хелън Келър заявява, че „Животът е или дръзко приключение, или нищо.“.
Приключенските дейности на открито обикновено се предприемат с цел отдих или забавление: примери са приключенските надпревари (adventure racing) и приключенският туризъм (Adventure travel). Приключенските дейности също могат да доведат до придобиване на знания, като тези, придобити от пътешественици-изследователи и пионери – британският авантюрист Джейсън Луис, например, използва приключенията, за да извлече уроци за глобална устойчивост на живота в ограничени екологични ограничения в експедиции, които да сподели с ученици. Приключенското образование (Adventure education) умишлено използва предизвикателства с цел обучение.

## В културата

### Художествени произведения
За приключенския жанр не са толкова присъщи драматичните конфликти или междуличностните проблеми, колкото рискованите ситуации, сблъсъкът с непознатото, предизвикателствата, опасните действия и неочакваните обрати. Героите от тези филми и романи са като правило склонни към авантюризъм, обсебени от новото и непознатото, любопитни, неудържими готови да приемат предизвикателствата на не една опасна ситуация, търсещи остри емоции и тайнствени загадки, в повечето случаи с широко сърце и добро чувство за хумор. Те много често сами се набъркват в несигурни начинания с непредвидим завършек и само нестандартна находчивост и неочакван шанс могат да ги измъкнат оттам.
В приключенския роман основно се описва главен герой, отправил се на приключенско пътешествие и търсене: героят тръгва в преследване на някаква награда, независимо дали е умение, съкровище или може би спасяването на някого. По пътя героят трябва да преодолее различни препятствия, за да получи своята награда. Някои от най-старите и широко разпространени предания са истории за приключения като Омировата Одисея. През Късното средновековие персонажът прием формата на странстващ рицар.
приключенският филм често прилича на екшъна по своята динамика, остросюжетни моменти и конфликтни ситуации. За приключенския жанр обаче е характерно, че проблемите и пречките не се решават предимно с физическо усилие или ловкост както при екшъна, а най-вече с изобретателност, хитрост, наблюдателност, знания, включително и нахалство и задължително малко шанс. Почти задължителна черта в този жанр е благополучният край, хепиендът.
Съществуват много популярни игрални филми като Междузвездни войни и поредицата за Индиана Джоунс.

### Видеоигри
В културата на видеоигрите приключенската игра е видеоигра, в която играчът поема ролята на главния герой в интерактивна история, свързана с изследване и решаване на пъзели. Фокусът на жанра върху историята позволява тя черпи до голяма степен от други базирани на разказ медии, литература и филми, обхващащи голямо разнообразие от литературни жанрове. Много приключенски игри (текст и графика) са предназначени за един играч, тъй като този акцент върху историята и героя затруднява дизайна на мултиплейър.

### Нехудожествени произведения
Пътешественици и откриватели описват своите преживявания от древни времена. Дневниците на Марко Поло описват пътешествията му в Азия в края на XIII век. В Америка са популярни полубиографичната „В несгода“ Roughing It на Марк Твен. Много от дневниците са публикувани впоследствие, като дневниците от експедицията на Луис и Кларк или дневникът на капитан Кук.

## Исторически личности с авантюристични наклонности
- Александър фон Хумболт – пътешественик, изследовател
- Джакомо Казанова – известен авантюрист и прелъстител
- Мата Хари – екзотична танцьорка и шпионка
- Ричард Франсис Бъртън – пътешественик и изследовател
- Ернесто Че Гевара – пътешественик, революционер, авантюрист-идеалист
- Панайот Хитов – български войвода
- Жак-Ив Кусто – морски пътешественик, изобретател и изследовател
- Ема Хамилтън – известна с любовната си връзка с адмирал Нелсън
- Томас Лорънс, известен като Лорънс Арабски – археолог, изследовател, военен пътешественик

## Герои от приключенски филми и книги
- Барон Мюнхаузен
- Билбо Бегинс
- Джеймс Бонд
- Зоро
- Лара Крофт
- Робинзон Крузо
- Ян Бибиян